# Campeonato Mundial de Clubes de Balonmano
El Campeonato Mundial de Clubes de Balonmano, también llamado IHF Super Globe, es un torneo de balonmano que en un principio se celebraba cada cinco años desde 1997. En el torneo participan los clubes de balonmano campeones de África, Oceanía, América, Asia y Europa. A partir de la edición del 2010 se empieza a celebrar cada año.

## Palmarés

### Por año
| Año  | Edición | Anfitrión                    | Final                                                               | Final                                                               | Final                                                               | Tercer y Cuarto Puesto                                              | Tercer y Cuarto Puesto                                              | Tercer y Cuarto Puesto                                              |
| Año  | Edición | Anfitrión                    | Campeón                                                             | Resultado                                                           | Segundo puesto                                                      | Tercer puesto                                                       | Resultado                                                           | Cuarto puesto                                                       |
| ---- | ------- | ---------------------------- | ------------------------------------------------------------------- | ------------------------------------------------------------------- | ------------------------------------------------------------------- | ------------------------------------------------------------------- | ------------------------------------------------------------------- | ------------------------------------------------------------------- |
| 1997 | I       | Viena                        | CB Cantabria                                                        | 30 - 29                                                             | Drammen HK                                                          | Doosan KyungWol                                                     | 33 - 27                                                             | HC Stadtwerke Bruck                                                 |
| 2002 | II      | Doha                         | Al-Sadd                                                             | [ Nota 1 ]                                                          | SC Magdeburg                                                        | Metodista SBC                                                       | [ Nota 2 ]                                                          | Al-Salmiya                                                          |
| 2007 | III     | El Cairo                     | BM Ciudad Real                                                      | [ Nota 3 ]                                                          | Al-Ahly                                                             | Mouloudia MCA                                                       | [ Nota 4 ]                                                          | Metodista SBC                                                       |
| 2010 | IV      | Doha                         | BM Ciudad Real                                                      | 30 - 25                                                             | Al-Sadd                                                             | Al Zamalek                                                          | 33 - 22                                                             | Al Sadd Lebanon                                                     |
| 2011 | V       | Doha                         | THW Kiel                                                            | 28 - 25                                                             | Renovalia Ciudad Real                                               | Al Sadd Lebanon                                                     | 28 - 23                                                             | Al Zamalek                                                          |
| 2012 | VI      | Doha                         | BM Atlético Madrid                                                  | 28 - 23                                                             | THW Kiel                                                            | Al-Sadd                                                             | 32 - 26                                                             | Al Zamalek                                                          |
| 2013 | VII     | Doha                         | F.C. Barcelona                                                      | 27 - 25                                                             | HSV Hamburg                                                         | El Jaish                                                            | 27 - 20                                                             | Étoile Sportive du Sahel                                            |
| 2014 | VIII    | Doha                         | F.C. Barcelona                                                      | 34 - 26                                                             | Al-Sadd                                                             | Flensburg                                                           | 27 - 17                                                             | El Jaish                                                            |
| 2015 | IX      | Doha                         | Füchse Berlin                                                       | 28 - 27 Prórroga                                                    | MKB Veszprém                                                        | F. C. Barcelona                                                     | 30 - 20                                                             | Sydney University                                                   |
| 2016 | X       | Doha                         | Füchse Berlin                                                       | 29 - 28                                                             | PSG                                                                 | Vive Targi Kielce                                                   | 36 - 25                                                             | Al Sadd                                                             |
| 2017 | XI      | Doha                         | F.C. Barcelona                                                      | 29 - 25                                                             | Füchse Berlin                                                       | RK Vardar                                                           | 37 - 19                                                             | Al Sadd                                                             |
| 2018 | XII     | Doha                         | F.C. Barcelona                                                      | 29 - 24                                                             | Füchse Berlin                                                       | Montpellier                                                         | 33 - 23                                                             | Al Sadd                                                             |
| 2019 | XIII    | Dammam                       | F.C. Barcelona                                                      | 34- 32                                                              | THW Kiel                                                            | RK Vardar                                                           | 30 - 26                                                             | Al Wehda                                                            |
| 2020 | _       | Dammam                       | Torneo cancelado debido a la Pandemia de COVID-19 en Arabia Saudita | Torneo cancelado debido a la Pandemia de COVID-19 en Arabia Saudita | Torneo cancelado debido a la Pandemia de COVID-19 en Arabia Saudita | Torneo cancelado debido a la Pandemia de COVID-19 en Arabia Saudita | Torneo cancelado debido a la Pandemia de COVID-19 en Arabia Saudita | Torneo cancelado debido a la Pandemia de COVID-19 en Arabia Saudita |
| 2021 | XIV     | Yeda                         | SC Magdeburg                                                        | 33–28                                                               | FC Barcelona                                                        | Aalborg Håndbold                                                    | 34–29                                                               | E.C. Pinheiros                                                      |
| 2022 | XV      | Dammam                       | SC Magdeburg                                                        | 41–39 Prórroga                                                      | FC Barcelona                                                        | KS Kielce                                                           | 35–26                                                               | Al Ahly                                                             |
| 2023 | XVI     | Dammam                       | SC Magdeburg                                                        | 34–32 Prórroga                                                      | Füchse Berlin                                                       | FC Barcelona                                                        | 33–30                                                               | Industria Kielce                                                    |
| 2024 | XVII    | Nueva Capital Administrativa | Veszprém HC                                                         | 34–33 Prórroga                                                      | SC Magdeburg                                                        | Al Ahly                                                             | 32–29                                                               | FC Barcelona                                                        |

### Por campeonatos
| Equipo                | Campeón | Años                         | Subcampeón | Años             |
| --------------------- | ------- | ---------------------------- | ---------- | ---------------- |
| F. C. Barcelona       | 5       | 2013, 2014, 2017, 2018, 2019 | 2          | 2021, 2022       |
| SC Magdeburg          | 3       | 2021, 2022, 2023             | 2          | 2002, 2024       |
| Füchse Berlin         | 2       | 2015, 2016                   | 3          | 2017, 2018, 2023 |
| BM Ciudad Real        | 2       | 2007, 2010                   | 1          | 2011             |
| Al-Sadd               | 1       | 2002                         | 2          | 2010, 2014       |
| THW Kiel              | 1       | 2011                         | 2          | 2012, 2019       |
| Veszprém KC           | 1       | 2024                         | 1          | 2015             |
| CB Cantabria          | 1       | 1997                         | 0          | -                |
| CB Atlético de Madrid | 1       | 2012                         | 0          | -                |
| Drammen HK            | 0       | -                            | 1          | 1997             |
| Al-Ahly               | 0       | -                            | 1          | 2007             |
| HSV Hamburg           | 0       | -                            | 1          | 2013             |
| Paris Saint-Germain   | 0       | -                            | 1          | 2016             |

### Por países
| País     | Campeón | Años                                                 | Subcampeón | Años                                           |
| -------- | ------- | ---------------------------------------------------- | ---------- | ---------------------------------------------- |
| España   | 9       | 1997, 2007, 2010, 2012, 2013, 2014, 2017, 2018, 2019 | 3          | 2011, 2021, 2022                               |
| Alemania | 6       | 2011, 2015, 2016, 2021, 2022, 2023                   | 8          | 2002, 2012, 2013, 2017, 2018, 2019, 2023, 2024 |
| Catar    | 1       | 2002                                                 | 2          | 2010, 2014                                     |
| Hungría  | 1       | 2024                                                 | 1          | 2015                                           |
| Noruega  | 0       | -                                                    | 1          | 1997                                           |
| Egipto   | 0       | -                                                    | 1          | 2007                                           |
| Francia  | 0       | -                                                    | 1          | 2016                                           |